# Верхний Аташ
Верхний Аташ (баш. Үрге Аташ) — село в Чекмагушевском районе Республики Башкортостан Российской Федерации. Входит в состав Имянликулевского сельсовета. Основан в 1722 году Живут татары, башкиры (2002).

## География
Расположено на р. Куваш, в 26 км к северу от райцентра и 93 км к северу от ж.‑д. ст. Буздяк .

### Географическое положение
Расстояние до:
- районного центра (Чекмагуш): 26 км,
- центра сельсовета (Имянликулево): 6 км,
- ближайшей ж/д станции (Буздяк): 93 км.

## Топоним
Известна также как Верхнеаташево.
Современное название  известно с 1793 года и происходит от имени Аташа Тинкюева, основавшего д. Аташ, из которой, предположительно, выделились дд. Верхний и Нижний Аташ.

## История
Основано башкирами, предположительно, из д. Аташ Ельдякской волости Казанской дороги на собственных землях.
В «Списке населенных мест по сведениям 1870 года», изданном в 1877 году, населённый пункт упомянут как деревня Верхняя Аташева 4-го стана Белебеевского уезда Уфимской губернии. Располагалась при речке Куваше, по левую сторону просёлочной дороги из Белебея в Бирск, в 150 верстах от уездного города Белебея и в 45 верстах от становой квартиры в деревне Курачева. В деревне, в 140 дворах жили 753 человека (399 мужчин и 354 женщины, татары, башкиры), были мечеть, училище, 2 водяные мельницы. Жители занимались пчеловодством.
До 1959 года являлось центром Верхне-Аташевского сельсовета.

## Население
| 2002 | 2009 | 2010 |
| ---- | ---- | ---- |
| 543  | ↗578 | ↘474 |

Национальный состав
Согласно переписи 2002 года, преобладающие национальности — татары (67 %), башкиры (30 %).

## Инфраструктура
Действуют начальная школа (филиал Имянликулевской средней школы), детский сад, фельдшерско-акушерский пункт, Дом культуры, библиотека.

## Религия
В селе есть мечеть.

## Известные уроженцы
- Бахтизин, Ахтям Мусалимович (1897—1943) — советский военный деятель. Участник Первой мировой, Гражданской, Советско-финляндской и Великой Отечественной войн.
- Бигнов, Рамиль Имамагзамович (13 февраля 1956, Верхний Аташ, Башкирская АССР) — общественный и политический деятель, хозяйственный работник, предприниматель. Народный депутат Верховного Совета РСФСР (1990—1993), депутат Государственной Думы РФ II созыва (1996—1999)
- Исаев, Габдельбарый Низамутдинович (28 января 1907, Верхний Аташ, Уфимская губерния — 13 ноября 1983, Ленинград) — мусульманский религиозный деятель, богослов, просветитель. Муфтий духовного управления мусульман Европейской части СССР и Сибири в 1975—1980 гг.
- Шакирова, Зульфия Маскуровна (5 июня,1965 года, Верхнеаташево,  Чекмагушевский район, Башкирская АССР)- советская, российская эстрадная певца. Заслуженная артистка Республики Татарстан (2001г.), Народная  артистка   Республики  Татарстан (2012 г.), Заслуженная артистка Республики Башкортостан (2012 г.)